# HD 215497 c
HD 215497 c é um planeta extrassolar que orbita a estrela HD 215497, localizada a 140 anos-luz da Terra na constelação de Tucana. Esse planeta é um gigante gasoso com no mínimo um terço da massa de Júpiter, ou aproximadamente a massa de Saturno. Sua órbita ao redor de HD 215497 tem um período de 567 dias, semieixo maior de 1,28 UA e uma alta excentricidade de 0,49. Foi descoberto em 2009 pelo método da velocidade radial a partir de dados do espectrógrafo HARPS, junto com o planeta vizinho HD 215497 b.